# آیوی آمادو
آیوی آدامو (به یونانی Ήβη Αδάμου به انگلیسی Ivi Adamou; متولد ۲۴ نوامبر ۱۹۹۳) خواننده‌ای یونانی-قبرسی می‌باشد که در فاماگوستا، قبرس متولد شده‌است.
او در سال ۲۰۰۹ آغاز به خوانندگی کرده‌است و در موسیقی پاپ و موسیقی دنس فعالیت دارد.
آیوی آدامو تنها یک آلبوم رسمی به نام San Ena Oneiro دارد که در لیست پرفروش‌ترین آلبوم‌های یونان به رتبهٔ ۱۷ دست یافته.

## یوروویژن
آیوی به صورت مستقیم به عنوان نمایندهٔ قبرس در یوروویژن ۲۰۱۲ انتخاب شد. ترانه آیوی La La Love نام داشت و یکی از محبوب‌های مسابقه برای برنده شدن بود اما بعد از رسیدن به فاینال، آنجا با ۶۵ رای مقام ۱۶ رو گرفت.